# Muhammed Magassy
Muhammed Magassy (* 1977 in Sabi) ist ein gambischer Pädagoge und Politiker.

## Leben
| Parlamentswahl | Stimmen | Stimmanteil |
| -------------- | ------- | ----------- |
| 2012           | 7.045   | 62,53 %     |
| 2017           | 2.526   | 33,23 %     |

Geboren in Sabi wuchs Magassy dann aber bei seinem Onkel und seiner Großmutter in Neteboulou in der Tambacounda Region, Senegal auf. Von 1984 bis 1989 besuchte er die Grundschule in Netteboulou, bevor er zur CEM Junior Secondary School und dann zur Mam Cheikh Mbaye Senior Secondary School in Tambacounda wechselte. Vor seiner politischen Karriere war Magassy als Lehrer tätig.
Muhammed Magassy gehörte zunächst der Alliance for Patriotic Reorientation and Construction (APRC) an, da aber Amtsinhaber des Wahlkreises Momodou Sellou Bah schon für die Wahl als Kandidat der APRC nominiert war, versuchte Magassy bei der Wahl zum Parlament 2012 als unabhängiger Kandidat im Wahlkreis Basse in der Basse Administrative Area anzutreten. Mit 62,53 % konnte er den Wahlkreis vor Momodou Sellou Bah (APRC) für sich gewinnen. Vor der Präsidentschaftswahl 2016 wirkte Magassy in der Führung der Coalition 2016 mit, einer oppositionellen Koalition die zum Wahlsieg Adama Barrow verhalf.
Zu den Parlamentswahlen 2017 trat er im selben Wahlkreis erneut als unabhängiger Kandidat an. Mit 33,23 % konnte er den Wahlkreis vor Muhammadou Saiba Sanyang (UDP) und Omar Sompo Ceesay (APRC) für sich wiedergewinnen.
Von 2017 bis 2022 war Magassy auch Abgeordneter des ECOWAS-Parlaments.
Bei den Parlamentswahlen 2022 trat Magassy nicht mehr an. Das Mandat im Wahlkreis Basse erlangte der NPP-Kandidat Saikou Bah (* 1973).
Im April 2022 wurde Magassy von Präsident Adama Barrow zum Konsul der gambischen Botschaft in Paris ernannt.